# Ophiobrachion
Ophiobrachion is een geslacht van slangsterren uit de familie Ophiomyxidae. De wetenschappelijke naam van het geslacht werd in 1883 voorgesteld door Theodore Lyman. In de protoloog plaatste Lyman in het geslacht slechts de soort Ophiobrachion uncinatus, waarmee die automatisch de typesoort werd.

## Soorten
- Ophiobrachion hamispinum Murakami, 1944
- Ophiobrachion uncinatus Lyman, 1883